# والتر وودز جونستون
والتر وودز جونستون (بالإنجليزية: Walter Woods Johnston)‏ هو سياسي نيوزلندي، ولد في 10 أغسطس 1839 في لندن في المملكة المتحدة، وتوفي في 31 أغسطس 1907 في نيوزيلندا. انتخب عضو مجلس النواب النيوزيلندي.